# Zalakaros
Zalakaros üdülőváros Zala vármegye Nagykanizsai járásában, a Zalaapáti-hát területén. A vármegye délkeleti részén, Keszthely és Nagykanizsa között fekszik, a településen működő termálfürdőnek köszönheti idegenforgalmát. A Magyar Fürdővárosok Szövetségének tagja. Kereskedelmi szálláshelyeken eltöltött vendégéjszakák tekintetében Magyarország 7. legnépszerűbb települése, ugyanakkor a 6. legkisebb lélekszámú városa. A városban polgárőrség működik.

## Története
A település első említése 1254-ből ismert, Korus alakban. Ekkor a faluban földdel rendelkező, magyar ajkú várszolgák éltek, majd IV. Béla király felesége idegen telepeseket hozott ide.
1430-ban épült meg az akkor valószínűleg Somogy vármegye részét képező település temploma. A török idők komoly terheket róttak a falura, mivel mind a törökök, mind a Kanizsa várában szolgáló végvári katonák dézsmálták az itt élők terményeit. Ennek következtében lakossága szinte teljes mértékben elfogyott.
A 18. században mint mezővárost említik a települést, amely azonban csak a környező mocsarak 19. század végi, elsősorban a Déli Vasút megépítéséhez köthető lecsapolását követően indulhatott kisebb fejlődésnek. Az 1920-as években kapcsolódott be a közlekedésbe helyközi autóbuszjáratokkal; ekkortájt épült meg a helyi postahivatal is. A második világháborút követően megindult az elvándorlás, melynek elsődleges iránya a nagyban iparosodó Nagykanizsa lett.
1962-ben termálvizet találtak a településen, és 1965-ben megnyílt a gyógyfürdő, melyet fennállása óta több mint 20 millió pihenni, gyógyulni vágyó ember keresett fel. A település  és az üdülőterület fejlesztését és rendezését szolgáló tervek 1969-70-ben készültek el (ZALATERV/Kiss Tamás).  A fürdőnek köszönhetően beindult az idegenforgalom. A Zalakarosi Üdülőterületfejlesztési Bizottság hatékony irányításával szervezett fejlesztés, gyors fejlődés indult meg. Zalakaros 1984-ben kapott nagyközségi rangot. 1987-ben új óvoda, illetve gázvezeték-hálózat, majd 1990-ben új iskola létesült. Zalakaros a rendszerváltás után is jelentős idegenforgalmi központ maradt, ám a térségben megjelenő újabb gyógyfürdők komoly konkurenciát jelenthetnek az 1997-ben városi rangot kapott településnek.

## Közlekedés
A település a legkönnyebben a Galambok és Zalaapáti közt húzódó, észak–déli irányú 7522-es úton érhető el, de Zalakomárral is összeköti egy mellékút, a 7521-es út. Egy szakaszon a közigazgatási területének határvonalán fut a Zalakomár-Nagykanizsa közti 7511-es út. A várostól délre, mintegy 5 km-re fut a 7-es főút, valamint ettől pár km-re délebbre az M7-es autópálya. Az autópálya 191 km-es szelvényénél található a Zalakaros-Zalakomár lehajtó.
A városban autóbusz-állomás üzemel, amelynek elsősorban a távolsági közlekedésben van fontos szerepe. A legfontosabb járatok Budapest, Hévíz, Keszthely, Marcali, Nagykanizsa, Veszprém, Zalaegerszeg és Zalakomár felől érkeznek.

## Közélete

### Polgármesterei
- 1990–1994: Szirtes Lajos (független)[8]
- 1994–1998: Szirtes Lajos (független)[9]
- 1998–2002: Szirtes Lajos (független)[10]
- 2002–2006: Szirtes Lajos (független)[11]
- 2006–2010: Szirtes Lajos (független)[12]
- 2010-2014: Novák Ferenc (Fidesz-KDNP)[13]
- 2014-2019: Novák Ferenc (Fidesz-KDNP)[14]
- 2019–2024: Novák Ferenc (Fidesz-KDNP)[15]
- 2024– : Czirákiné Pakulár Judit (független)[1]

## Népesség
A település népességének változása:
| Lakosok száma | 1849 | 1916 | 1936 | 2084 | 2230 | 2337 | 2355 |
|               | 2013 | 2014 | 2015 | 2021 | 2022 | 2023 | 2024 |

A 2011-es népszámlálás idején a nemzetiségi megoszlás a következő volt: magyar 91,8%, német 4,5%, horvát 1,5%, cigány 0,4%. 60,2% római katolikusnak, 2,5% reformátusnak, 1,4% evangélikusnak, 5,4% felekezeten kívülinek vallotta magát (29,4% nem nyilatkozott).
2022-ben a lakosság 79,9%-a vallotta magát magyarnak, 4% németnek, 0,8% cigánynak, 0,6% horvátnak, 0,3% románnak, 0,2% ukránnak, 0,2% lengyelnek, 0,1% szerbnek, 3,4% egyéb, nem hazai nemzetiségűnek (17,2% nem nyilatkozott; a kettős identitások miatt a végösszeg nagyobb lehet 100%-nál). Vallásuk szerint 42,2% volt római katolikus, 2,9% református, 1,6% evangélikus, 0,4% görög katolikus, 0,2% ortodox, 1% egyéb keresztény, 1,9% egyéb katolikus, 9,2% felekezeten kívüli (40,3% nem válaszolt).

## Turizmus

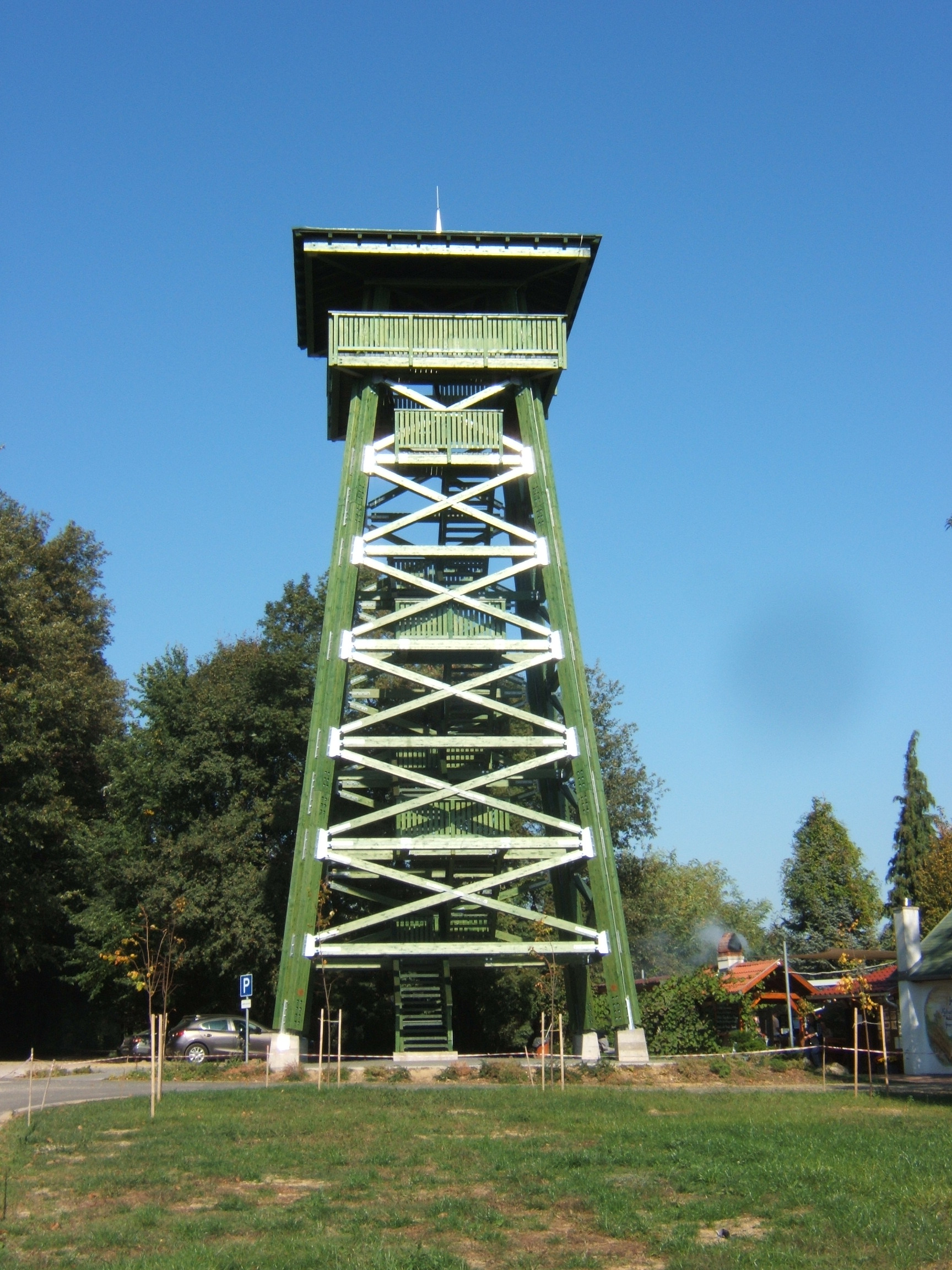
A zalakarosi kilátó

Kereskedelmi szálláshelyeken eltöltött vendégéjszakák tekintetében 500 ezer vendégéjszakával (2016) Magyarország 7. legnépszerűbb települése. Ezen belül a külföldi vendégéjszakák száma 119 ezer; legnagyobb küldőpiacai Németország (66 ezer), Ausztria (27 ezer) és Csehország (15 ezer).
A Zalakarosi fürdő nemzetközi hírű gyógylétesítmény. Vizére szénhidrogén kutatófúrás során találtak rá 1962-ben. Gyógyvize: 2000 méter mélyből fakadó 96 C°-os hőmérsékletű. Összetétele és a vízkészlet nagysága miatt a legjelentősebbek egyikének tartják. Vízösszetétele: alkáli-kloridos, hidrogénkarbonátos gyógyvíz, melyben jód, bróm, kén és fluor együttes jelenléte egyedülálló vízösszetételt képez Európában. A vízben megtalálható kémiai elemek még a kálium és nátrium, magnézium, vas, mangán, metabórsav, metakovasav és szabad szénsav. Termálvize: a felső pannon rétegbe fúrt 2 db, a fürdő tulajdonában álló kút termelte 53 C°-os víz, összetétele szerint nátriumkloridos, hidrokarbonátos. Krónikus nőgyógyászati betegségek, fogágy megbetegedése, Mozgásszervi panaszok (idült gyulladásos ízületi betegségek), sebészeti mozgásszervi károsultak utókezelését, bőrgyógyászati problémák kezelését segíti elő.

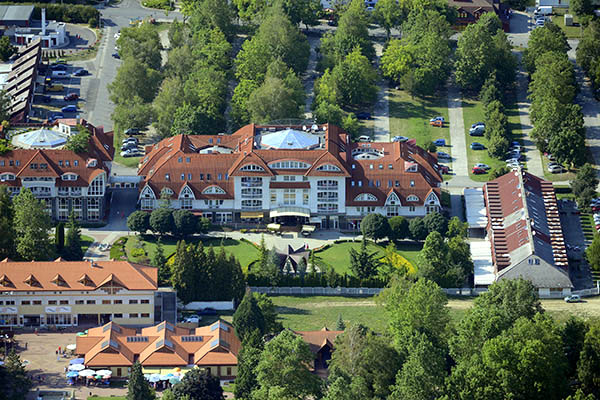
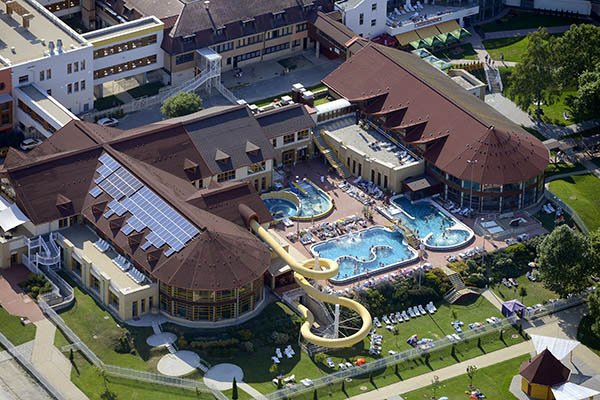
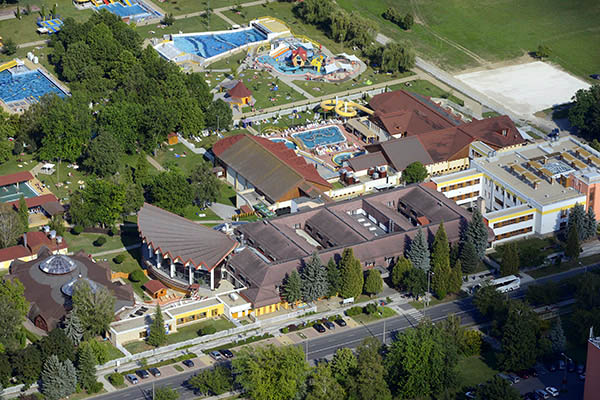
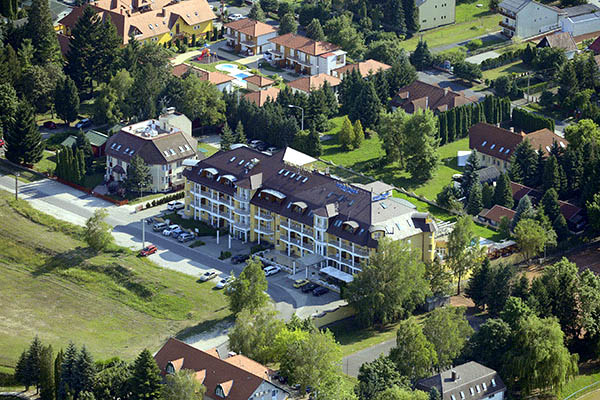
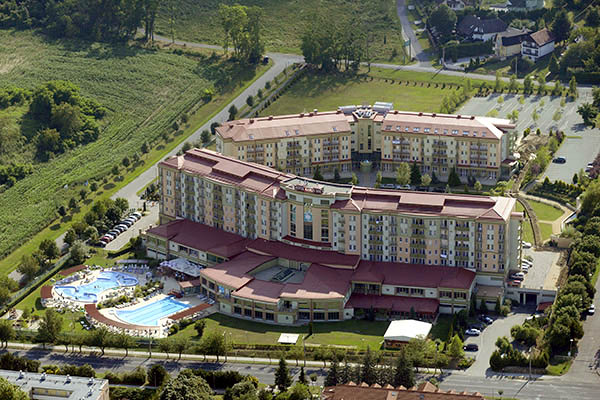

## Testvérvárosok
- Puchheim, Németország
- Asperhofen, Ausztria
- Olesno, Lengyelország